# Tr2
Tr2 (Tavarajunaveturi raskas (с фин. — «Товарный тяжёлый паровоз»), тип 2) — серия мощных грузовых паровозов с пятью движущими осями, эксплуатировавшихся на Финских государственных железных дорогах. Это были мощнейшие паровозы, когда либо эксплуатировавшиеся в Финляндии.
По данным профессора Юкки Нурминена (фин. Jukka Nurminen), всего существовало 2 разных семейства, получивших данное обозначение серии: типа 0-5-0 и 1-5-0.

## Паровозы типа 0-5-0

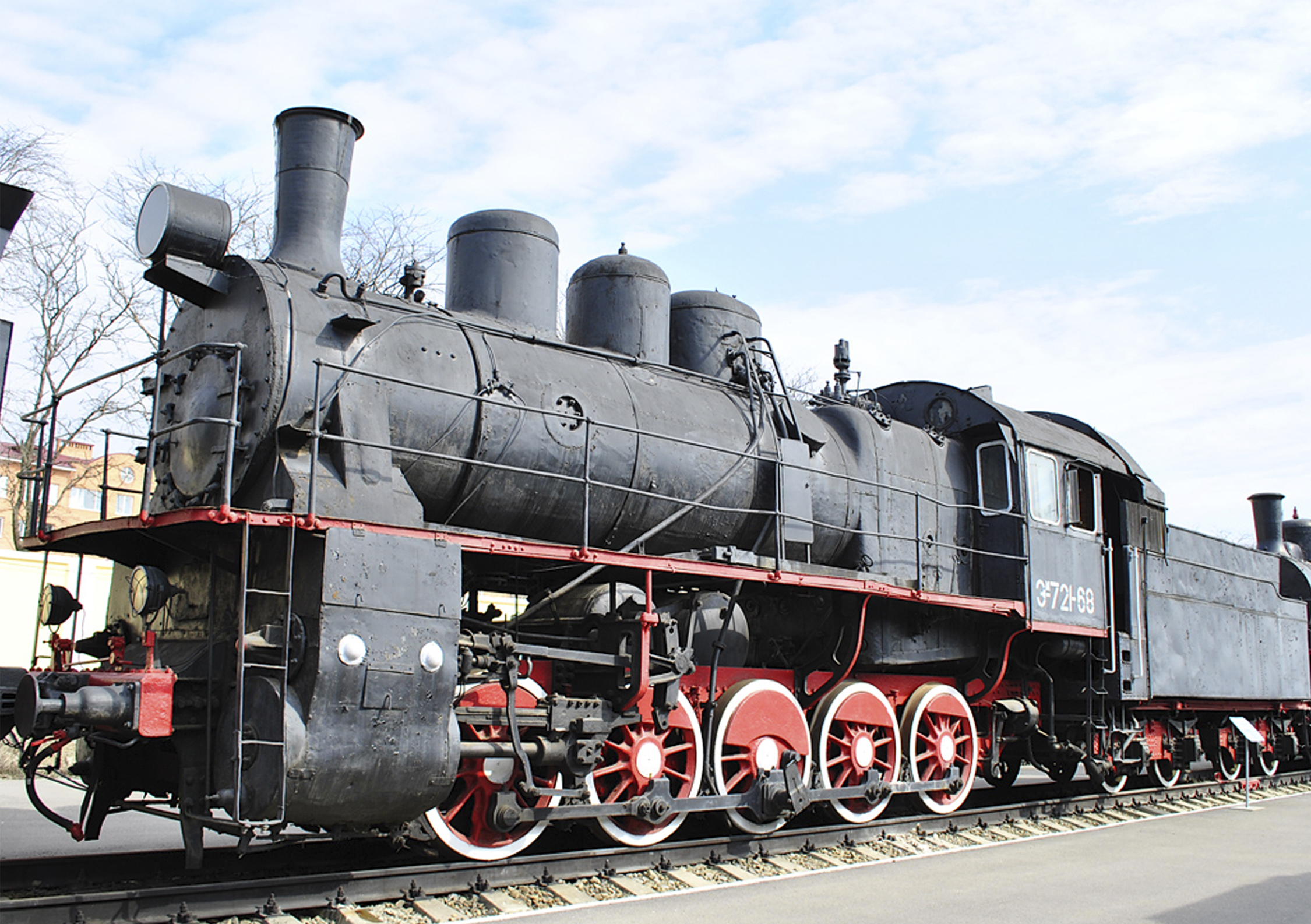
Паровоз серии Э^{м}

На начальном этапе Советско-германской войны быстрое наступление Вермахта позволило ему захватить и значительное количество советской техники, в том числе свыше тысячи локомотивов. Часть трофеев были передана немцами союзникам, в том числе Финляндии, которая таким образом получила в общей сложности 302 локомотива колеи 1524 мм, причём многие из них ранее эксплуатировались на эстонских, латвийских, литовских и польских железных дорогах. В это число вошли и 27 паровозов семейства Э (включая разновидности Эш, Эг, Эу, Эр) типа 0-5-0, которым была присвоена серия Vr2 и новые номера.
| Обозначение VR | Обозначение НКПС | Серийный номер | Год выпуска |
| -------------- | ---------------- | -------------- | ----------- |
| Tr2-2000       | Эш4366           | 1551           | 1922        |
| Tr2-2001       | Эм725-45         |                |             |
| Tr2-2002       | Эш4481           | 1666           | 1923        |
| Tr2-2003       | Эш4123           | 1308           | 1922        |
| Tr2-2004       | Эш4420           | 1605           | 1923        |
| Tr2-2005       | Эм735-42         |                |             |
| Tr2-2006       | Эш4358           | 1543           | 1922        |
| Tr2-2007       | Эм725-40         |                |             |
| Tr2-2008       | Эш4393           | 1578           | 1922        |
| Tr2-2009       | Эк1400           |                |             |
| Tr2-2010       | Эш4350           | 1535           | 1922        |
| Tr2-2011       | Эш4379           | 1564           | 1922        |
| Tr2-2012       | Эм716-11         |                |             |
| Tr2-2013       | Эк1406           |                |             |
| Tr2-2014       | Эм724-80         |                |             |
| Tr2-2015       | Эм734-65         |                |             |
| Tr2-2016       | Эм725-54         |                |             |
| Tr2-2017       | Эм725-50         |                |             |
| Tr2-2018       | Эу702-89         |                |             |
| Tr2-2019       | Эг5411           | 2438           | 1922        |
| Tr2-2020       | Э2447            |                | 1917        |
| Tr2-2021       | Э2804            | 2804           | 1922        |
| Tr2-2022       | Эм725-14         |                |             |
| Tr2-2023       | Эм735-46         |                |             |
| Tr2-2024       | Эр743-13         |                | 1935        |
| Tr2-2025       | Эш4298           | 1483           | 1921        |
| Tr2-2026       | Эр740-09         |                |             |

После окончания в 1944 году Советско-финской войны, данные паровозы вернулись в Советский Союз, где им вновь присвоили серию Э, однако сохранили полученные в Финляндии номера.

## Паровозы типа 1-5-0
С 1943 года из США в Советский Союз по ленд-лизу начались поставки локомотивов, в том числе паровозов серий ЕА и ЕМ типа 1-5-0, которые строились на заводах American Locomotive Company (ALCO) и Baldwin Locomotive Works (Baldwin). Всего СССР получил две тысячи этих паровозов (заводской тип S-25), когда после окончания военных событий от него поступила рекламация об отказе от дальнейших поставок паровозов серии Е с завода Baldwin, а также части паровозов с завода ALCO. В результате на складах заводов скопилось 67 этих локомотивов, которые надо было куда-то деть.
В свою очередь Финляндия в первые послевоенные годы нуждалась в большом числе локомотивов, чтобы справиться с возросшими перевозками в связи с восстановлением страны после войны. Однако её промышленность не была готова к массовому локомотивостроению. Тогда 18 июня 1946 года финская железнодорожная компания Suomen Valtion Rautatiet приобрела у американских заводов 20 паровозов типа 1-5-0 по цене 93 000 $ за штуку. От ЕА и ЕМ они почти ничем не отличались, за исключением того, что на них отсутствовал подогреватель питательной воды, а прожектор с центра дверцы дымовой коробки переместился наверх перед дымовой трубой (как на ЕЛ, строившихся в период Первой мировой войны). Также по неопределённым причинам завод ALCO выпустил для своих паровозов новые заводские таблички, которые стали устанавливаться в центре дверцы дымовой камеры. На финских железных дорогах паровозы получили обозначение серии Tr2 и номера в диапазоне 1300—1319.
| Номер VR | Изготовитель | Заводской номер | Год выпуска | Год списания        |
| -------- | ------------ | --------------- | ----------- | ------------------- |
| 1300     | Baldwin      | 73227           | 1946        | 1965                |
| 1301     | Baldwin      | 73228           | 1946        | 1965                |
| 1302     | Baldwin      | 73229           | 1946        | 1966                |
| 1303     | Baldwin      | 73230           | 1946        | 1965                |
| 1304     | Baldwin      | 73231           | 1946        | 1969                |
| 1305     | Baldwin      | 73232           | 1946        | 1969                |
| 1306     | Baldwin      | 73233           | 1946        | 1969                |
| 1307     | Baldwin      | 73234           | 1946        | 1969                |
| 1308     | Baldwin      | 73235           | 1946        | 1969                |
| 1309     | Baldwin      | 73236           | 1946        | 1964 (столкновение) |
| 1310     | ALCO         | 75205           | 1947        | 1969                |
| 1311     | ALCO         | 75206           | 1947        | 1966                |
| 1312     | ALCO         | 75207           | 1947        | 1966                |
| 1313     | ALCO         | 75208           | 1947        | 1969                |
| 1314     | ALCO         | 75209           | 1947        | 1969                |
| 1315     | ALCO         | 75210           | 1947        | 1966                |
| 1316     | ALCO         | 75211           | 1947        | 1965                |
| 1317     | ALCO         | 75212           | 1947        | 1969                |
| 1318     | ALCO         | 75213           | 1947        | 1966                |
| 1319     | ALCO         | 75214           | 1947        | 1969                |

Позже американские заводы ещё раз предложили Финляндии данные паровозы, сбросив при этом цену до 36 236 $ за штуку, но по политическим причинам (из-за давления со стороны СССР) Финляндия была вынуждена отказаться.
Tr2 получили у финнов прозвище Truman, в честь тогдашнего президента США Гарри Трумэна. Они работали в основном на магистральных железных дорогах в южной и юго-западной части страны, водя между южными портами Финляндии и границей Советского Союза тяжёлые и длинные транзитные поезда. На начало 1960-х из 20 паровозов Tr2, 10 были приписаны к депо Пиексамяки, 5 — к Коувола, а 5 — к депо Риихимяки. Впоследствии все 20 машин были переведены в депо Риихимяки. Из всех когда-либо работающих на финских железных дорогах паровозов, данные Tr2 были самыми мощными. В середине 1960-х паровозы Tr2 стали отстраняться от работы и заменяться тепловозами (преимущественно Hr13). В 1964 году от работы был отставлен Tr2-1309, который незадолго до этого попал в крушение. Также паровозы отстраняли в 1965 (№ 1300, 1301, 1303, 1316), 1966 (№ 1302, 1311, 1312, 1315, 1318) и в 1969 году (№ 1304—1308, 1313, 1314, 1317, 1319). Паровозы в разобранном виде складировали на станции Хювинкяа, где их даже не консервировали, а через несколько лет разрезали на металлолом. Исключением стал последний представитель серии — Tr2-1319 (производства ALCO, заводской номер — 75214), который был взят на баланс пристанционного музея и подвергся косметическому ремонту, а в марте 1986 года его передали в находящийся неподалёку от станции Финский железнодорожный музей, где он и экспонируется по настоящее время (на 2021 год).